# Wikipedysta-rezydent

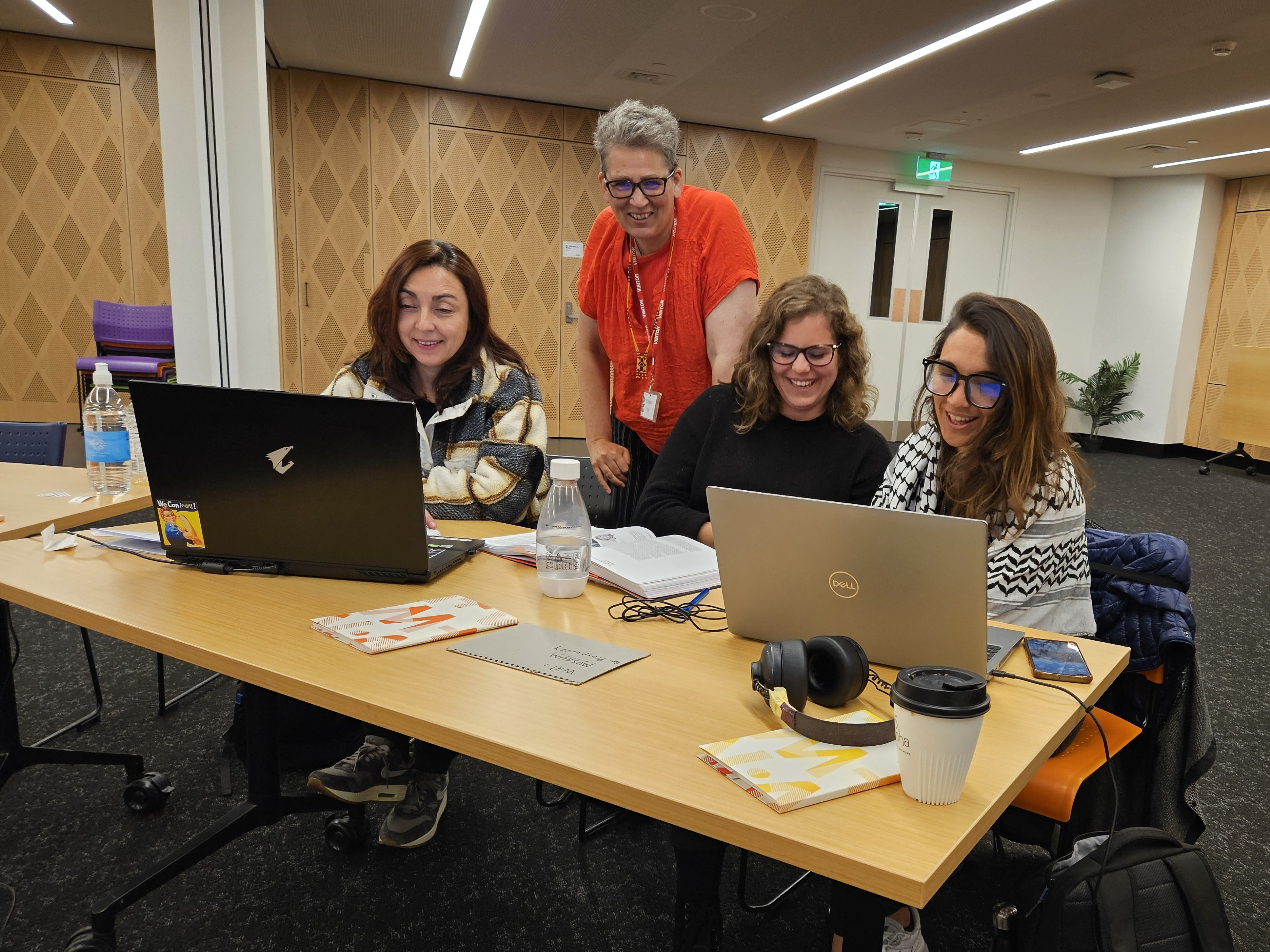
Wikirezydentka Lisa Maule, Muzeum w Auckland

Wikipedysta-rezydent lub wikipedystka-rezydentka, formą używaną jest też wikirezydent/wikirezydentka lub skrót WiR – to osoba która zajmuje się współpracą z instytucją kultury (muzeum, biblioteką, archiwum, centrum kultury, nauki lub edukacji) w ramach obszaru GLAM (ang.: Galleries, Libraries, Archives, Museums), czyli współpracy pomiędzy Wikipedią a instytucjami.
Wikipedysta-rezydent to najczęściej redaktor Wikipedii, który przyjmuje ofertę pracy w instytucji kultury, aby rozwijać hasła w Wikipedii związane z misją tej instytucji i pomagać jej w udostępnianiu materiałów na otwartych licencjach oraz rozwijać relacje pomiędzy tą instytucją a społecznością twórców i czytelników Wikipedii. Praca, którą wykonuje jest zazwyczaj wynagradzana przez tę instytucję. Rolą wiki-rezydenta jest głównie dbanie o to, żeby kolekcja wybranego muzeum, inne zbiory danej instytucji i jej działalność były rzetelnie opisana w Wikipedii. Wikipedysta rezydent także pomaga planować i koordynować wydarzenia związane z Wikipedią i zbiorami instytucji dla zainteresowanej publiczności, jak spotkania poświęcone wspólnemu edytowaniu - edytony. 
Do ponad dwustu instytucji, które gościły wikipedystów rezydentów, należy np. Muzeum Brytyjskie, Biblioteka Brytyjska, Smithsonian Institution, Biblioteka Narodowa Walii, Uniwersytet Kalifornijski w Berkeley, Uniwersytet Columbia, Biblioteka Narodowa Norwegii czy Pałac wersalski we Francji. 

## Rola i zadania
Jednym z ważnych obszarów działalności Wikipedysty-rezydenta są zbiory cyfrowe oraz ich udostępnianie w ramach projektów Wikimedia. Rezydent może wspierać instytucję w procesie digitalizacji / udostępniania grafik online i pomagać w przesyłaniu materiałów – wraz z istniejącymi metadanymi – do Wikimedia Commons. Następnie wolontariusze lub uczestnicy projektów mogą uzupełniać opisy obiektów, kategoryzować czy ilustrować nimi hasła Wikipedii. WiR może również angażować społeczność wikipedystów i innych osób do innych działań, np. organizując spotkania tematyczne, foto-spacery czy inne aktywności wspierające popularyzację wiedzy i zbieżne z misją instytucji.   
Do głównych zadań rezydenta należą także działania edukacyjne i szkoleniowe – organizowanie i prowadzenie warsztatów, edytonów, szkoleń dla pracowników instytucji z edytowania Wikipedii, zasad Wikipedii i jej projektów siostrzanych. Takie wydarzenia mają na celu nie tylko rozwój kompetencji edytorskich, lecz także integrację środowiska – zarówno pracowników instytucji, jak i wolontariuszy oraz innych zainteresowanych, np. studentów. Rezydent tłumaczy zasady Wikipedii (w tym np. politykę konfliktu interesów), wspiera rozwój treści związanych z misją i działalnością instytucji, a także może koordynować grupy edytorów, prowadzić konkursy i inicjatywy angażujące nowe osoby do współtworzenia wolnych zasobów wiedzy.

## Historia stanowiska

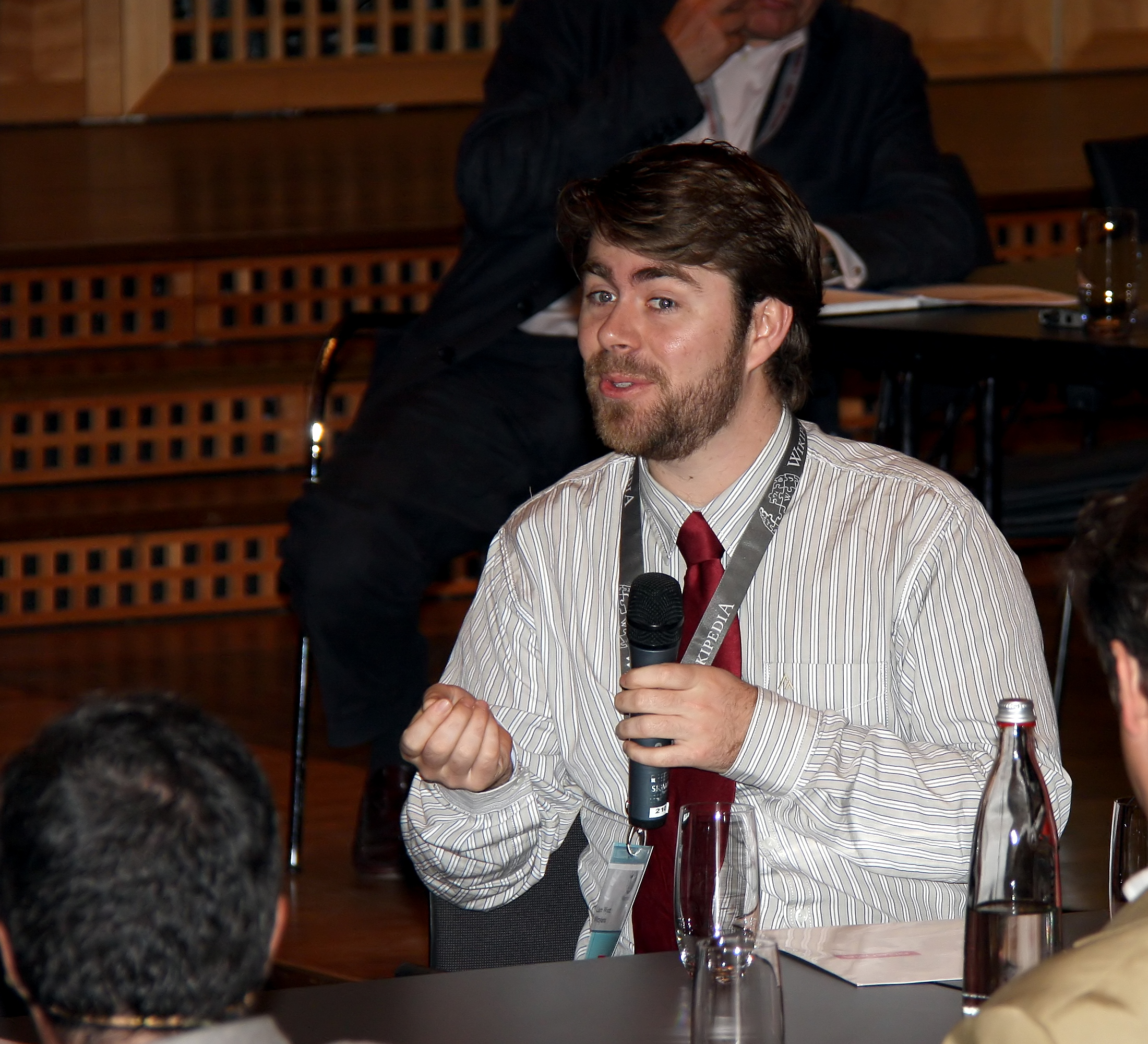
Liam Wyatt, WiR w Muzeum Brytyjskim

W 2010 roku Australijski redaktor Wikipedii, Liam Wyatt, został pierwszym rezydentem Wikipedii, kiedy przez pięć tygodni pracował jako wolontariusz w Muzeum Brytyjskim w Londynie. Zauważył, że Wikipedia musi wzmocnić partnerstwa z muzeami, aby tworzyć bardziej aktualne, sprawdzone i dokładne informacje, mówiąc: „robimy to samo z tego samego powodu, dla tych samych ludzi, w tym samym medium. Zróbmy to razem”. Muzeum Dziecięce w Indianapolis zaangażowało się w program rezydencyjny w tym samym roku, a wikipedystka Lori Phillips została drugą na świecie rezydentką Wikipedii. Następnie Benoît Evellin spędził sześć miesięcy jako rezydent w Pałacu Wersalskim w Wersalu we Francji. Muzeum Picassa w Barcelonie w Hiszpanii oraz Muzeum w Derby w Anglii były wśród pierwszych instytucji goszczących wikirezydentów. 
W 2010 roku Smithsonian Institution w Stanach Zjednoczonych zatrudniło Sarah Stierch na stanowisko Wikipedystki-rezydentki. W następnym roku Archiwa Narodowe Stanów Zjednoczonych zatrudniły Dominica McDevitt-Parksa do pracy w siedzibie archiwów. W styczniu 2013 roku Biblioteka Prezydencka Geralda R. Forda została pierwszą biblioteką prezydencką, która zatrudniła wikipedystę rezydenta, kiedy zatrudniła Michaela Barerę, studenta studiów magisterskich na Uniwersytecie Michigan. W tym samym roku Narodowa Administracja Archiwów i Dokumentacji USA została pierwszą organizacją, która zatrudniła stałego wikipedystę rezydenta na pełen etat, kiedy zatrudniła Dominica McDevitt-Parksa do swojego Biura Innowacji w tej roli. 
Do 2016 roku w tej roli wzięło udział ponad 100 wikipedystów, z których większość była opłacana przez instytucję, w której pracują, lub organizację powiązaną z Wikimedia; część pracowała jako wolontariusze. Od lipca 2018 r. do czerwca 2019 r. Mike Dickison został pierwszym „Wikipedystą w podróży” - odbywał cykl krótkich rezydencji w różnych instytucjach w całej Nowej Zelandii, takich jak Archiwum Miejskie Wellington, Uniwersytet Canterbury i Muzeum w Auckland. Do 2024 roku co najmniej 200 wikirezydentów pracowało w instytucjach kultury i nauki na świecie.

## Wikirezydenci w Polsce

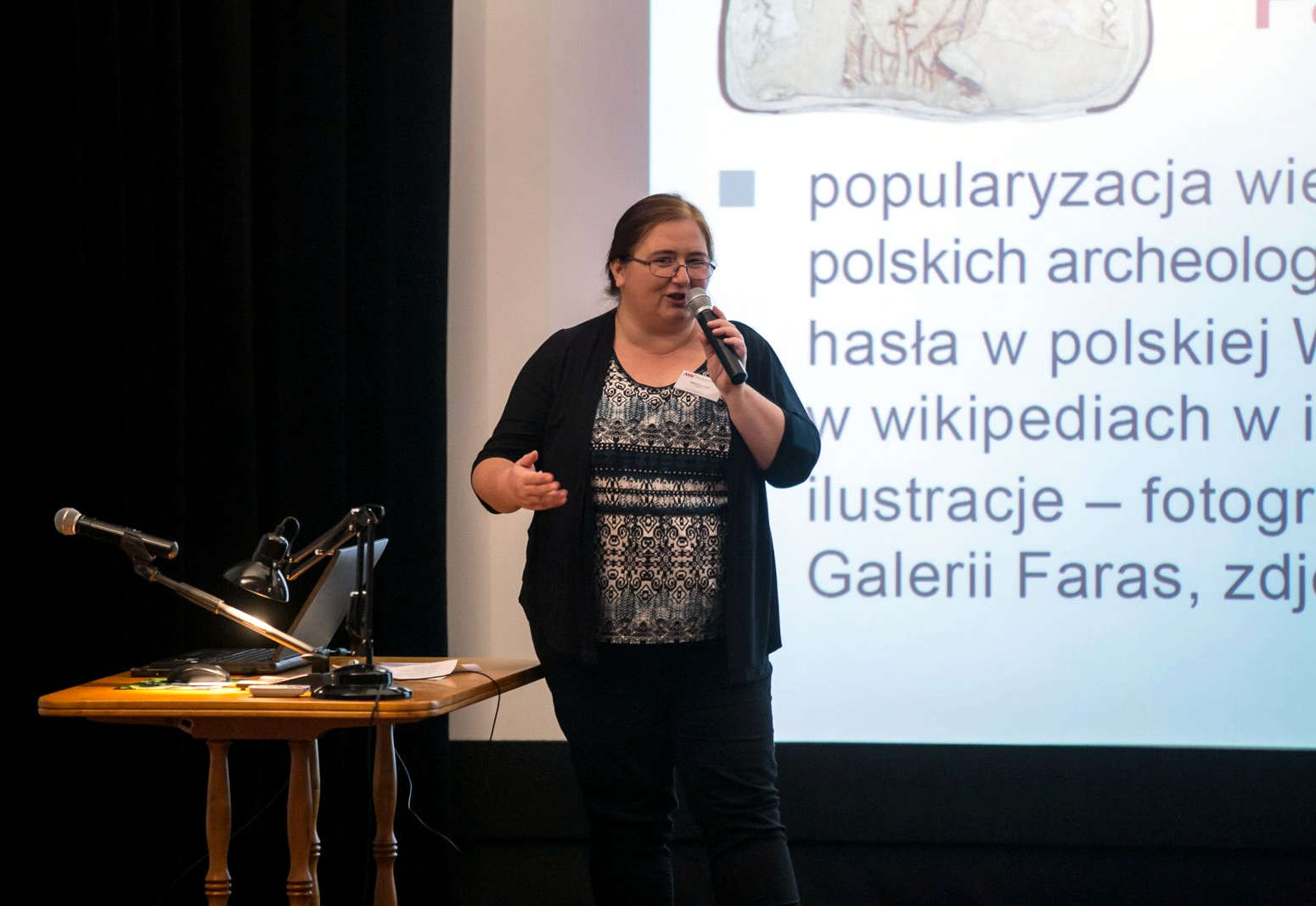
Maria Drozdek, wikirezydentka w Muzeum Narodowym w Warszawie, 2016

Pierwsza wiki-rezydencja w Polsce rozpoczęła się w 2016 roku, gdy Muzeum Narodowe w Warszawie zatrudniło Marię Drozdek, doświadczoną redaktorkę polskojęzycznej Wikipedii w tej roli. W ramach rezydencji zrealizowano dwa duże przedsięwzięcia – jedno dotyczące wystawy czasowej polskiego pastelu („Mistrzowie pastelu. Od Marteau do Witkacego. Kolekcja Muzeum Narodowego w Warszawie”), a drugie poświęcone Galerii Faras im. Profesora Kazmierza Michałowskiego w Muzeum Narodowym. W projekcie brali udział także zaproszeni studenci, specjaliści i redaktorzy Wikipedii. Dzięki tym projektom Wikipedia wzbogaciła się o setki cyfrowych reprodukcji obrazów, rysunków i fotografii z kolekcji MNW, a także o blisko sto nowych artykułów. Projekt otrzymał wyróżnienie w konkursie Sybilla Wydarzenie Muzealne Roku 2016 organizowanym przez Narodowy Instytut Muzeów. 
Wśród polskich instytucji kultury, które skorzystały z modelu wiki-rezydencji, są między innymi Muzeum Miasta Łodzi, Muzeum Narodowe w Krakowie, Biblioteka Narodowa w Warszawie, Muzeum Współczesne we Wrocławiu, Muzeum Historii Żydów Polskich POLIN, Regionalny Instytut Kultury w Katowicach oraz Biblioteka Publiczna m.st. Warszawy – Biblioteka Główna Województwa Mazowieckiego.